# 宽缨酮
宽缨酮（英語：Eurycomanone）是一种苦木素二萜类化合物，是东革阿里（Eurycoma longifoli）的代表活性成分之一。东革阿里全株均有分布，在叶片中含量最高，为6.0568 μg/mL，在根部仅为0.3533 μg/mL。其被认为具有壮阳的功效。

## 作用机制
东阿阿里在东南亚被当作壮阳药物使用，宽缨酮作为该植物的主要活性物质，被认为对增加性激素起核心作用。宽缨酮可作用于大鼠下丘脑-垂体-性腺轴，增加大鼠的睾酮和精子发生，从而提高了生育能力。在大鼠身上的体外研究表明，其通过抑制芳香化酶来促进睾酮类固醇生成，可能导致睾酮产量增加，以恢复下游雌激素稳态。
但截止至2022年11月，纯宽缨酮对人的影响作用尚未开展，不过含有东革阿里成分的膳食补充剂对人体影响已有研究。这些研究表明受试者的游离睾酮和总睾酮水平会增加。另有一些研究显示健康和性腺功能低下的受试者的雌二醇、黄体生成素、性结合激素球蛋白和卵泡刺激素水平出现了增加或未收改变的影响。